# 林厚髭綿鳚
林厚髭綿鳚，為輻鰭魚綱鱸形目绵鳚亞目绵鳚科的其中一種，分布於西北太平洋，包括日本相模灣以北至千島群島海域，屬深海底棲性魚類，棲息深度在水深200至1400公尺，體長可達37公分。